# Klas Östergren
Klas Östergren, född 20 februari 1955 i Stockholm, är en svensk författare, manusförfattare och översättare. Han blev 2014 invald i Svenska Akademien, men begärde utträde 2018.

## Biografi
Östergren växte upp på Lilla Essingen  i en familj med fyra barn. Fadern, född 1906, hade flyttat till Sverige från Finland. Han avled när Klas Östergren var 19 år gammal. De första åren av skolgången gick Klas Östergren i Matteusskolan i Vasastan. Östergren inledde gymnasiestudier vid Kungsholmens gymnasium 1970, men avbröt skolgången under första terminen. Höstterminen 1971 påbörjade Östergren en gymnasieutbildning vid Södra Latin, tvåårig social linje med naturvetenskaplig inriktning. Under gymnasietiden var Östergren en av redaktörerna till litteraturtidskriften Loke. Han var aktiv i en teatergrupp och ledde en läsecirkel vid skolan.
Klas Östergren är sedan slutet av 1980-talet bosatt i närheten av Kivik. Han var gift med Pernilla August åren 1982–1989 och har med henne dottern Agnes Östergren. Östergren gifte sig senare med Cilla Östergren. Paret, som träffades under ett författarbesök på Svenska skolan i Paris, har två söner och en dotter.

## Författarskap

### Debut och tidigt författarskap
Klas Östergren gjorde sina första litterära ansatser inom lyriken. 1972 refuserade Bonniers förlag ett utkast till diktsamling med titeln Ögonblick Klas Östergren debuterade 1975 med romanen Attila som delade tidsanda med, och jämfördes med, Ulf Lundells debutroman Jack. De personliga erfarenheterna som yngling på väg ut i vuxenlivet låg också till grund för de följande böckerna, Ismael (1977) och Fantomerna (1978). Från 1973 vistades Östergren återkommande i Frankrike. Uppehållen i Bretagne och Paris lämnade avtryck i Östergrens sjuttiotalsromaner. Vid sidan av romanförfattandet skrev Klas Östergren då återkommande på Expressens kultursidor samt för herrtidningen Lektyr. 1978 trycktes en text, ett utdrag ur Östergrens kommande roman Gentlemen i Författarförlagets tidskrift.

### Genombrott medGentlemen
Genombrottet kom 1980 med den fjärde romanen, Gentlemen. I romanen flyttar berättaren Östergren in i den stora, lugubra våningen på Hornsgatan 29 C i Stockholm. På denna adress bodde Östergren i kollektiv efter gymnasietiden. Lägenheten i berättelsen ägs av bröderna Henry och Leo Morgan. Handlingens fiktive Klas Östergren håller sig handlingen igenom sysselsatt med att författa en pastisch på August Strindbergs Röda rummet i samband med hundraårsjubileet för denna roman 1979. Karaktären Östergren, som erhöll uppdraget av en bokförläggare, eldar i slutet av handlingen upp sitt fiktiva manus för att i stället övergå till att skildra bröderna Morgan.
Gentlemen blev en modern svensk klassiker. Det är en rikt fabulerande roman som berättar om märkliga livsöden på ett humoristiskt och drastiskt sätt. Samtidigt idkar romanen samhällskritik över folkhemmet och den svenska självgodheten. I en recension av Gentlemen skrev Horace Engdahl uppskattande, att ”Här bjuds den skamliga ingrediens som en gång gjorde den stora litteraturen läst: underhållning”. Samhällskritiken överskuggades av berättarglädjen. Östergren kom att förstärka detta tema i den senkomna uppföljaren Gangsters (2005), skriven utifrån erfarenheter av Sverige i en ny tid. I Gangsters ifrågasätts, inom ramen för fiktionsberättelsen, huruvida bröderna Morgan verkligen hade existerat.
Inför sommaren 1980 erbjöds Östergren ett vikariat på tidningen Expressen, men i stället reste han till Frankrike där han bodde fram till 1982, huvudsakligen i Paris. Där översatte han Nigel Williams pjäs Klassfiende och han påbörjade också kortromanen Giganternas brunn.
Östergren tog med sig det yviga berättandet och samhällskritiken i den efterföljande romanen Fattiga riddare och stora svenskar (1983), en roman som Östergren påbörjade i Skåne men skrev färdigt i Stockholm. Efter det sökte Östergren nya litterära vägar, 1986 utkom Plåster, en roman i det mer koncentrerade formatet, och han intensifierade arbetet med översättningar. Han har översatt till svenska Räddaren i nöden av J.D. Salinger samt tolv samtidsdramer av Henrik Ibsen.

### Ny litterär inriktning
Sedan 1984 vistades Klas Östergren återkommande i Skåne. 1989 bosatte han sig permanent i Vitemölla. Där fann han stoff till en ny litterär inriktning. De tre romanerna Ankare (1988), Handelsmän och partisaner (1991) och Under i september (1994) handlar om utsatthet och mänskligt tillkortakommande. Östergren övergav tills vidare stadsmiljön som spelplats. Hans sätt att skildra Österlen har av Stephen Farran-Lee karakteriserats: "Om mäklarna [i sina annonser] representerar Österlen som det vill vara, kan man säga att Klas Östergren skriver om Österlen som det verkligen är, eller åtminstone kan vara. Ett landskap för kufar och losers som inte riktigt passar in någon annanstans, en glesbygd genomkorsad av flyktingar som är föremål för alla tänkbara sorters ekonomiska spekulationer och misstänksamhet". De tre böckerna bildade en trilogi. De är utgivna tillsammans i samlingsvolymen Tre romaner (2001) och som Österlentrilogin (2011).
Med en samling kortberättelser, Med stövlarna på och andra berättelser från 1997, återupptog Östergren skildringen av staden. De följande fem åren skrev Östergren manus för film, bland annat Veranda för en tenor, baserad på en novell i Med stövlarna på, och Syndare i sommarsol. Han skrev också manus för Sveriges Televisions produktioner, Offer och gärningsmän och Soldater i månsken är två exempel. De regisserades av Tomas Alfredson. Julen 2001 sände SVT Östergrens historiska dramaserie, Gustav III:s äktenskap, med Jonas Karlsson och Iben Hjejle i rollerna som kungen och drottning Sofia Magdalena. Marcus Olsson var regissör.

### Återkomst till prosan

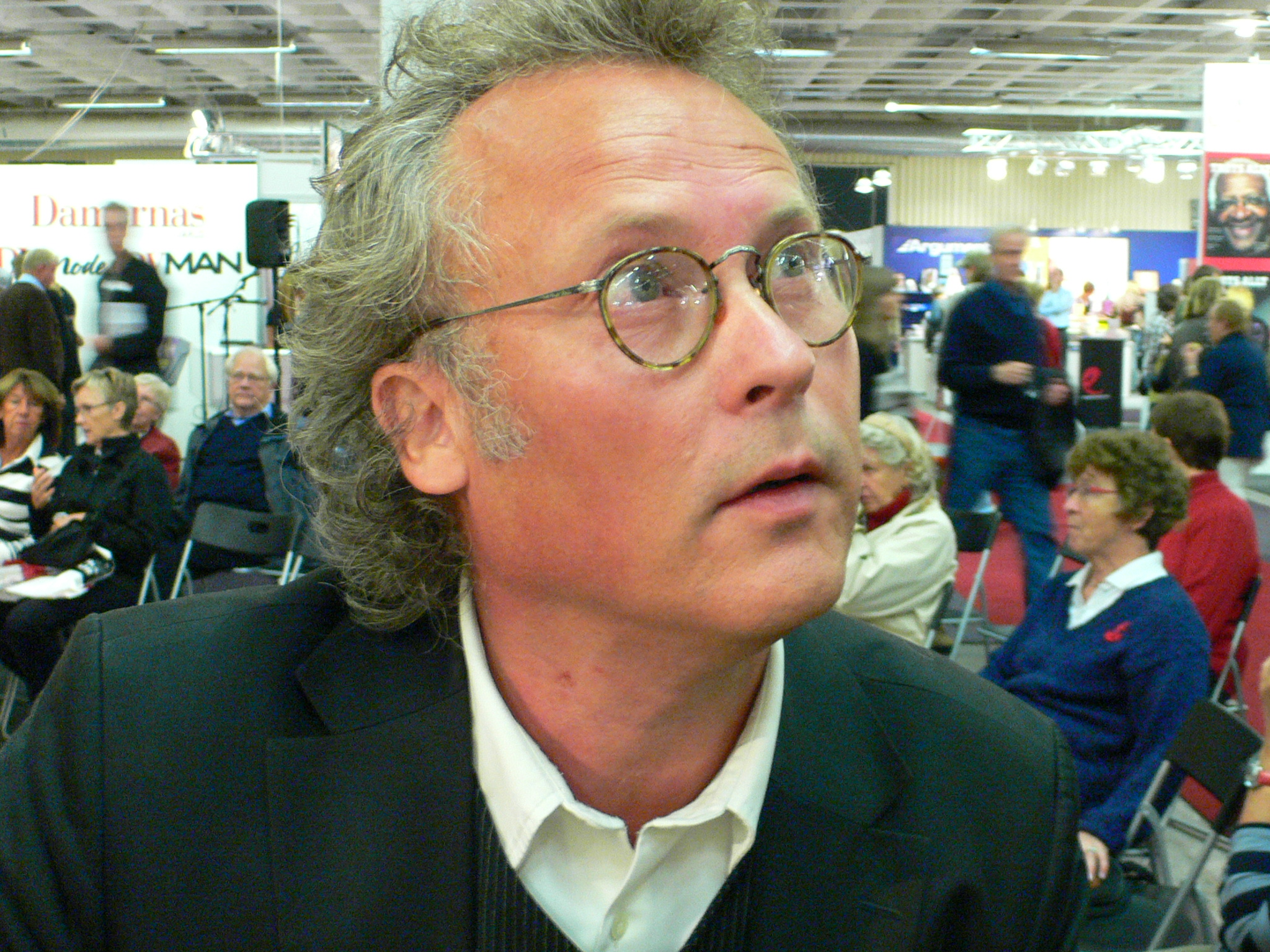
Klas Östergren 2007.

Som författare återkom Östergren 2003 med Tre porträtt, som följdes av Gangsters två år senare där han avslöjade den verkliga sanningen om bröderna Morgan från Gentlemen. 2005 fick han Sveriges Radios Novellpris för novellen En kniv i ryggen: Om påhittad otrohet som ingick i antologin Åtta glas. Han skrev manus till En decemberdröm, SVT:s julkalender 2005. År 2005 tilldelades Östergren De Nios stora pris. 2006 var han sommarpratare i Sveriges Radio P1.
2007 utkom Orkanpartyt, en omdiktning i dystopisk stil av Eddans berättelse om hur Loke skymfade gudarna och fick sitt straff. Berättelsen ingick i ett världsomspännande projekt, "Myths retold" i vilket Jamie Byng, bokförläggare vid förlaget Canongate bjöd in författare från 35 länder att bearbeta handlingen i en myt. 2007 utkom även Östergren om Östergren där Klas Östergren samtalade med Stephen Farran-Lee om sitt författarskap .
2009 utkom Den sista cigarretten, en rikt fabulerande roman om bland annat 1980-talets spekulationshysteri inom konst- och finansvärlden. Romanen anknyter till den samhällskritiska skildringen i Gentlemen och Gangsters. De tre böckerna har av Peter Englund beskrivits som "en unik skildring av vårt lands förvandlingar under de senaste decennierna".
Under 2014 filmatiserades Gentlemen i regi av Mikael Marcimain efter Östergrens eget manuskript.  Filmen hade premiär i december 2014. För manuskriptet blev Östergren nominerad till en Guldbagge. Samma år utkom romanen Twist.
År 2017 kom romanen I en skog av sumak som utspelar sig i 1970-talets Stockholm. Romanen Hilde som utkom 2019 skildrar en gestalt ur Henrik Ibsens dramer. 2020 kom Renegater, en avslutning på trilogin som inleddes med Gentlemen och Gangsters där Östergren i romanform bland annat skildrar händelserna i Svenska Akademien som ledde till hans utträde. Året därpå utkom Två pistoler, en historisk roman om Gustav III:s tid, och en samling julnoveller Julrevy i Jonseryd och andra berättelser.

### Berättarstil och teman
Personerna i Östergrens berättelser är nästan alltid udda gestalter i samhällets utkant. Ofta återkommer han till att skildra en skuggvärld vid sidan av det officiella samhället, en gråzon där egna regler och lagar gäller. I flera verk som Gentlemen, Gangsters, Tre porträtt, Den sista cigarretten och Twist är berättarjaget själv en utgångspunkt för handlingen som ofta rör sig mellan olika tider. "Det expanderande nuet, ett slags epifani där inte bara framtiden utan framförallt det förflutna är lika närvarande som nuet" har framhållits som ett centralt begrepp i Östergrens prosakonst.

### Översättare
Östergren är också verksam som översättare. Han har bland annat översatt engelsk dramatik av Nigel Williams och pjäsen Lång dags färd mot natt av Eugene O´Neill. År 1987 gjorde han en nyöversättning av J.D. Salingers roman Räddaren i nöden. Samma år utgavs hans översättning av Charles Baudelaires Fanfarlo. År 2008 utkom Östergrens översättningar av Henrik Ibsens samtidsdramatik samlade i två volymer. Han har även översatt verk av John le Carré.

### Ledamot i Svenska Akademien
Den 27 februari 2014 valdes Östergren in som ledamot i Svenska Akademien på stol nummer 11 där han efterträdde Ulf Linde. Han tog sitt inträde den 20 december samma år. I samband med en konflikt i akademien meddelade Östergren den 6 april 2018 att han lämnar akademiens arbete och den 7 maj samma år beviljades utträdet. I Renegater (2020) redogör Östergren i romanform för händelserna i akademien under konflikten som ledde till hans utträde.

## Priser och utmärkelser
- 1977 – Albert Bonniers stipendiefond för yngre och nyare författare
- 1986 – Frank Heller-priset "för sin förmåga att förvandla till synes hopplösa situationer till svindlande äventyr"[39]
- 1988 – Signe Ekblad-Eldhs pris
- 1989 – Eyvind Johnsonpriset[40]
- 1995 – Piratenpriset[41]
- 1998 – Doblougska priset
- 2001 – Sydsvenska Dagbladets kulturpris
- 2005 – De Nios Stora Pris[42]
- 2005 – Gleerups skönlitterära pris
- 2005 – Nöjesguidens pris bästa läsning
- 2005 – Sveriges Radios Novellpris[43]
- 2010 – Sixten Heymans pris[44]
- 2012 – Stiftelsen Selma Lagerlöfs litteraturpris[45]
- Litteris et Artibus, 28 januari 2025[46]

- Tre gånger nominerad till Augustpriset i klassen för Årets svenska skönlitterära bok; 2005 för Gangsters, 2017 för I en skog av sumak och 2020 för Renegater[47]

## Filmmanus
Östergren har skrivit ett antal filmmanus:
- 1995 – Mördande intelligens
- 1998 – Veranda för en tenor
- 1999 – Offer och gärningsmän
- 1999 – Offer och gärningsmän: Ombudsman och clown
- 1999 – Offer och gärningsmän: Konsulten och sveket
- 1999 – Offer och gärningsmän: Entreprenörer i kärlek
- 2000 – Soldater i månsken (även speaker)
- 2001 – Gustav III:s äktenskap
- 2001 – Röd jul
- 2001 – Syndare i sommarsol
- 2003 – Ondskan
- 2014 – Gentlemen